# Alierasaurus ronchii
L'alierasauro (Alierasaurus ronchii) è un tetrapode estinto, appartenente ai pelicosauri. Visse nel Permiano inferiore/medio (circa 272 - 268 milioni di anni fa) e i suoi resti fossili sono stati ritrovati in Italia (Sardegna).

## Descrizione
Questo animale è noto grazie al fossile di uno scheletro incompleto, che consiste in otto vertebre caudali articolate, costole dorsali frammentarie, uno scapolarcoracoide mal conservato, la porzione distale dell'ulna sinistra e diversi elementi ben conservati dell'autopodio.
Alierasaurus doveva essere un animale di enormi dimensioni; dal paragone con altri animali simili ma più noti (come Cotylorhynchus) si può supporre che la lunghezza dell'animale intero fosse di circa 6 metri. Tra i caseidi (ovvero i suoi più stretti parenti) solo la specie nordamericana Cotylorhynchus hancocki raggiungeva dimensioni paragonabili. Alierasaurus, come tutti i caseidi di grosse dimensioni, doveva avere un corpo enorme e largo, con forti arti posti ai lati del corpo, una lunga coda e una minuscola testa fornita di denti anteriori a piolo.
Alierasaurus possedeva alcune caratteristiche uniche (autapomorfie) che lo distinguevano dagli altri caseidi. Il quarto metatarsale aveva una regione assiale distinta, di lunghezza doppia di quella della corrispondente falange prossimale, non corta e massiccia come in altri grandi caseidi; la testa prossimale del quarto metatarso non ortogonale all'asse dell'osso, che andava a formare un angolo di 120◦ con la parte principale: con questa conformazione, le teste prossimale e distale sono molto più vicine lungo il lato mediale del metatarso; falangi ungueali a forma di artiglio, proporzionalmente più brevi rispetto Cotylorhynchus, e non appiattite come in altri caseidi.

## Classificazione
Alierasaurus ronchii venne descritto per la prima volta nel 2014, sulla base di un esemplare fossile ritrovato nella zona di Torre del Porticciolo, a 13 chilometri da Alghero. I fossili erano stati segnalati in precedenza (Ronchi et al., 2011) ma descritti sommariamente e attribuiti con qualche dubbio al genere Cotylorhynchus. Lo studio del 2014 ha invece istituito il nuovo taxon Alierasaurus ronchii, considerato simile ma non identico a Cotylorhynchus. Entrambi questi animali fanno parte di un clade di pelicosauri, i caseidi, dotati di corpi larghi e massicci, con arti forti dotati di falangi corte e massicce. In particolare, Cotylorhynchus e Alierasaurus sembrerebbero essere caseidi specializzati (Romano e Nicosia, 2014).

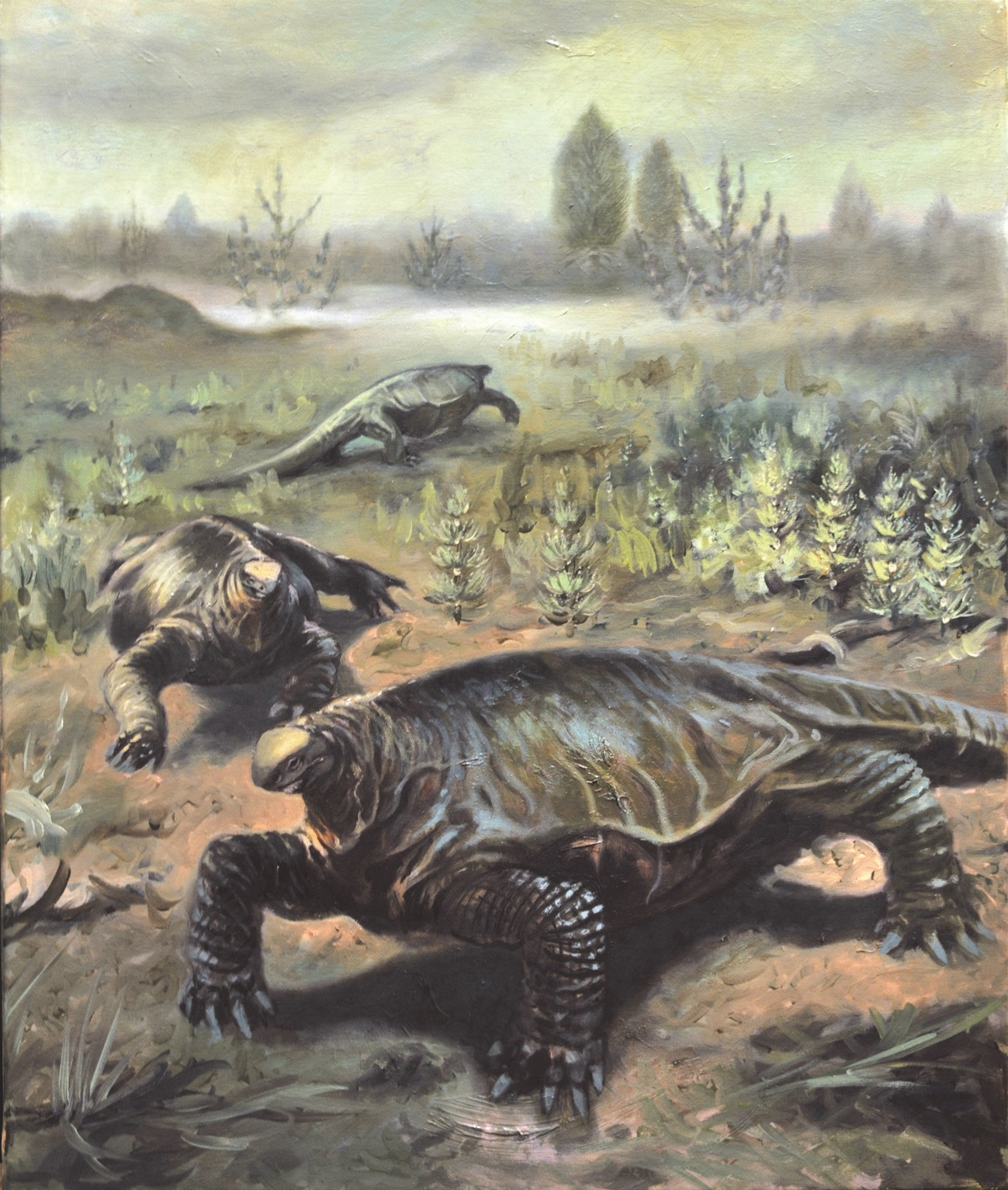
Ricostruzione di Alierasaurus ronchii nel suo ambiente naturale

Il prefisso "Aliera" è un termine sardo che si riferisce ad Alghero, presso cui è stato rinvenuto l'esemplare; l'epiteto specifico ronchii omaggia Ausonio Ronchi, geologo dell'Università di Pavia che per primo segnalò l'importanza dei resti.

## Paleoecologia
Sia Alierasaurus che Cotylorhynchus avevano corpi molto ampi, con casse toraciche a forma di botte; ciò indica che erano erbivori che si nutrivano principalmente di materiale vegetale ricco di fibre.